# Silverfish Bay

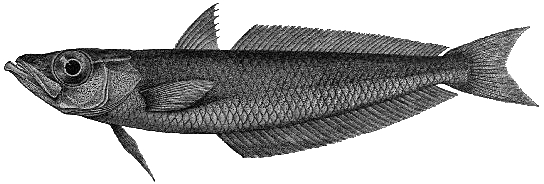
Śledzik antarktyczny

Silverfish Bay – zatoka Morza Rossa rozciągająca się wzdłuż wybrzeża Ziemi Wiktorii między Vacchi Ice Piedmont na północy i Campbell Glacier Tongue na zachodzie, ograniczona na południowym wschodzie przez linię wyznaczoną od czubka Campbell Glacier Tongue do Oscar Point, leżącego na północ od Terra Nova Bay.
W 2013 roku zatoka Silverfish Bay wraz z Przylądkiem Waszyngtona została desygnowana jako Szczególnie Chroniony Obszar Antarktyki (ang. Antarctic Specially Protected Area, ASPA) – ASPA 173 Cape Washington and Silverfish Bay, Terra Nova Bay, Ross Sea.

## Nazwa
Silverfish Bay to nazwa opisowa od angielskiej nazwy śledzika antarktycznego (Pleuragramma antarcticum) – Antarctic silverfish – dla którego zatoka jest miejscem lęgowym .  

## Geografia
Silverfish Bay leży na zachód od Terra Nova Bay , ok. 20 km na zachód od Przylądka Waszyngtona. Ma trójkątny kształt – rozciąga się między Vacchi Ice Piedmont na północy i Campbell Glacier Tongue na zachodzie, a na południowym wschodzie ograniczona jest linią wyznaczoną od czubka Campbell Glacier Tongue do Oscar Point, leżącego na północ od Terra Nova Bay . Zatoka pozostaje skuta lodem . 
W zatoce po raz pierwszy udokumentowano obszar lęgowy śledzika antarktycznego (Pleuragramma antarcticum). Naliczono tu 1328 rybiej ikry i larw na litr wody. W wodach zatoki stwierdzono również występowanie dużych osobników antara polarnego.   
W 2013 roku zatoka Silverfish Bay wraz z Przylądkiem Waszyngtona została desygnowana jako Szczególnie Chroniony Obszar Antarktyki (ang. Antarctic Specially Protected Area, ASPA) – ASPA 173 Cape Washington and Silverfish Bay, Terra Nova Bay, Ross Sea .